# Riu Dion
El riu Dion és un riu de Guinea.
Neix a les muntanyes de Guinea i corre en direcció a l'est fins a trobar el Sankarani amb el que s'uneix en territori de Guinea, abans d'entrar a Mali.
Samori Turé va fer d'aquest riu una línia de defensa des de 1892 després de perdre la vall del riu Milo el 1890.